# Гоанца (Мехединци)
Гоанца (рум. Goanța) насеље је у Румунији у округу Мехединци у општини Браништеа. Oпштина се налази на надморској висини од 81 m.

## Становништво
Према подацима из 2002. године у насељу је живело 593 становника, од којих су сви румунске националности.